# Constantes de estrutura
Na teoria de grupos, um domínio da matemática, as constantes de estrutura de um grupo de Lie determinam as relações de comutação dos geradores da respectiva álgebra de Lie. A relação de comutação satisfeita pelos geradores é da forma 
{\displaystyle [T^{a},T^{b}]=f^{ab}\,_{c}\ T^{c},\,}
sendo {\displaystyle f^{ab}\,_{c}} as constantes de estrutura.
O conhecimento das constantes de estrutura permite a reconstrução de todos os elementos do grupo de Lie conexo. Se as constantes de estruturas são sempre nulas, o grupo é dito abeliano.